# Сулейменов, Тимур Муратович
Тимур Муратович Сулейменов (каз. Тимур Мұратұлы Сүлейменов; род. 5 апреля 1978, Казахская ССР) — казахстанский государственный деятель. Министр национальной экономики Казахстана (2016—2019). Председатель Национального банка Республики Казахстан (с сентября 2023 года).

## Биография
В 2000 году закончил Павлодарский государственный университет по специальности «Экономика и менеджмент в социальной сфере и отраслях».
В 2000 по 2002 год по программе «Болашак» обучался в США, окончил магистратуру Мэрилендского университета по специальности — магистр бизнеса со специализацией «Финансы».
С 2002 по 2006 годы работал в казахстанском филиале британской аудиторской компании Эрнст энд Янг Казахстан в должности консультанта по налогам.
С 2006 года по март 2009 года в должности директора департамента налогового учёта и налогового планирования в нефтегазовой компании Разведка Добыча «КазМунайГаз».
В марте 2009 года назначен вице-министром экономики и бюджетного планирования, а в марте 2010 года стал вице-министром экономического развития и торговли Казахстана.
С 1 февраля 2012 по 14 апреля 2017 года членом коллегии по экономике и финансовой политике Евразийской экономической комиссии.
Параллельно занимая пост на госслужбе с 2009—2012 гг. занимал пост заместителя управляющего по Казахстану Всемирного банка и заместителя управляющего по Казахстану ЕБРР.
С 28 декабря 2016 года по 25 февраля 2019 года министр национальной экономики Казахстана.
С 1 по 21 марта 2019 года заместитель председателя Национального Банка Республики Казахстан.
С 22 марта по июль 2019 года помощник Президента Токаева.
С 22 июля по 13 января 2022 года заместитель руководителя администрации Президента Республики Казахстан Токаева по социально-экономическим вопросам.
6 февраля 2020 года одновременно директор «Центр анализа и мониторинга социально-экономических реформ при администрации Президента Республики Казахстан».
С 13 января 2022 года по 4 сентября 2023 года — первый заместитель Руководителя Администрации Президента Республики Казахстан — Токаева.
С 4 сентября 2023 года — председатель Национального банка Республики Казахстан.

## Награды
| Страна    | Дата            | Награда                                                                  | Награда                                                                  |
| --------- | --------------- | ------------------------------------------------------------------------ | ------------------------------------------------------------------------ |
| ЕАЭС      | 8 мая 2015      | Медаль «За вклад в создание Евразийского экономического союза» I степени | Медаль «За вклад в создание Евразийского экономического союза» I степени |
| Казахстан | 2018            | Юбилейная медаль «20 лет Астане»                                         | Юбилейная медаль «20 лет Астане»                                         |
| ЕАЭС      | 29 мая 2019     | Медаль «За вклад в развитие Евразийского экономического союза»           | Медаль «За вклад в развитие Евразийского экономического союза»           |
| ЕАЭС      | 26 декабря 2024 | Медаль «10 лет Евразийскому экономическому союзу»                        | Медаль «10 лет Евразийскому экономическому союзу»                        |

## Семья
Отец — Сулейменов Мурат Куснуллович (1954 г.р.) онколог, директор КГКП «Павлодарский областной онкологический диспансер»
Мать — Сулейменова Жупар Азыкановна (1954 г.р.).
Сестра — Сулейменова Данара Муратовна (1985 г.р.).
Супруга — Сулейменова (Кишкембаева) Айгерим Булатовна  (1979 г.р.). Сыновья — Жангир (2002 г.р.), Таир (2010 г.р.), Мадияр (2010 г.р.). Дочь — Мерейлі (2005 г.р.), Мериам (2023 г.р.)